# Südamerikanischer Froschbiss

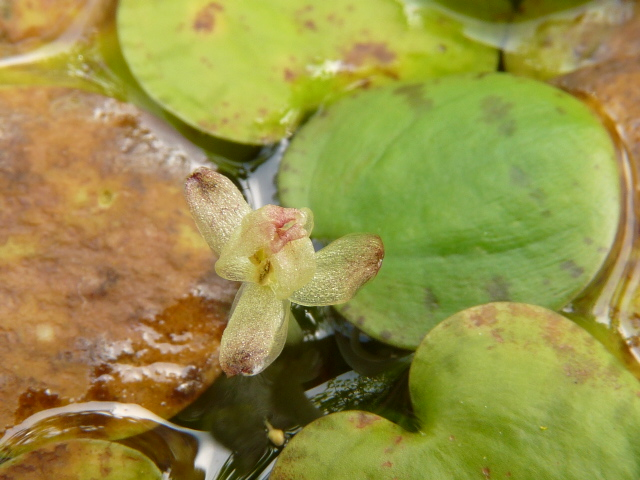
Südamerikanischer Froschbiss mit männlicher Blüte

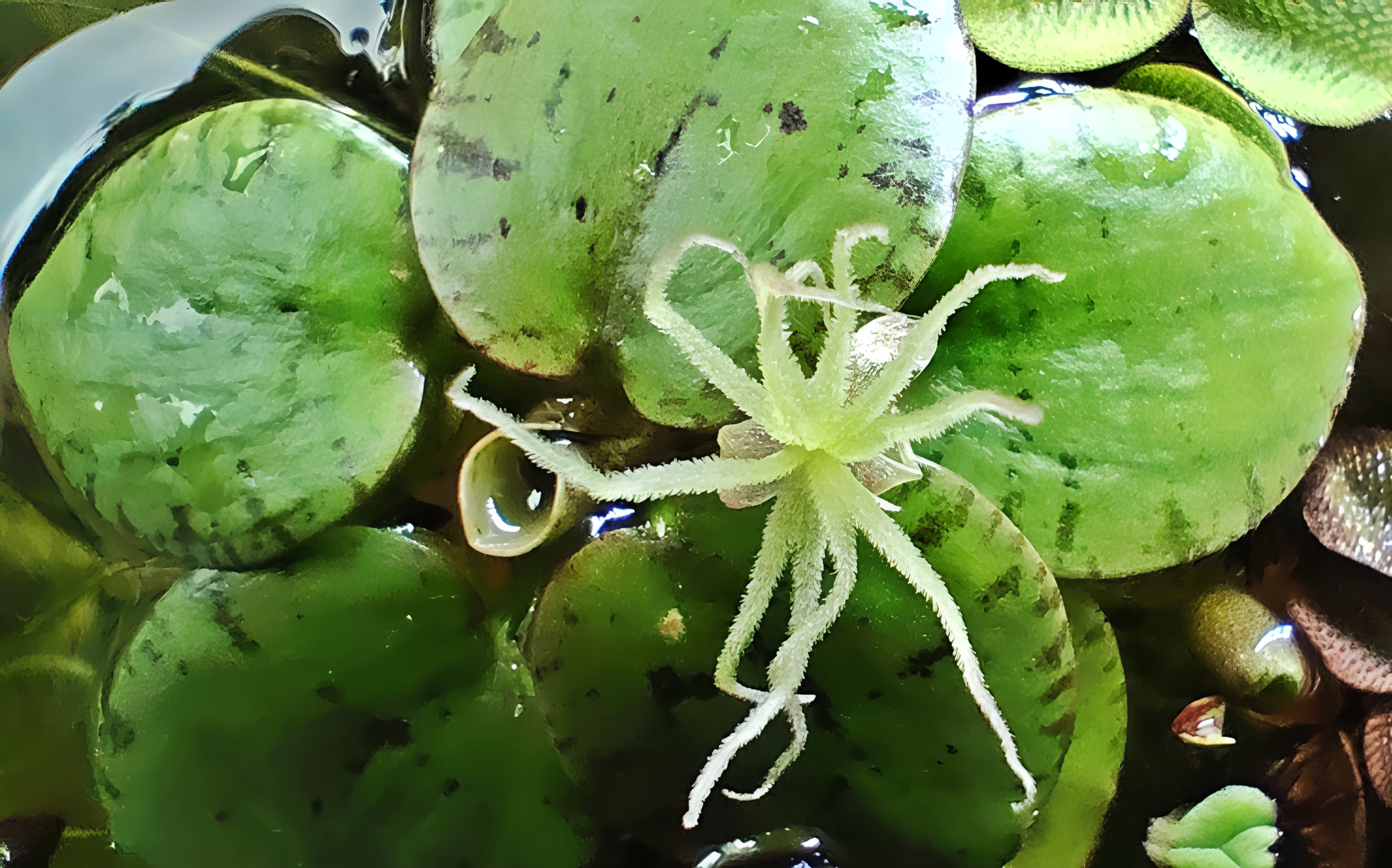
Südamerikanischer Froschbiss mit weiblicher Blüte

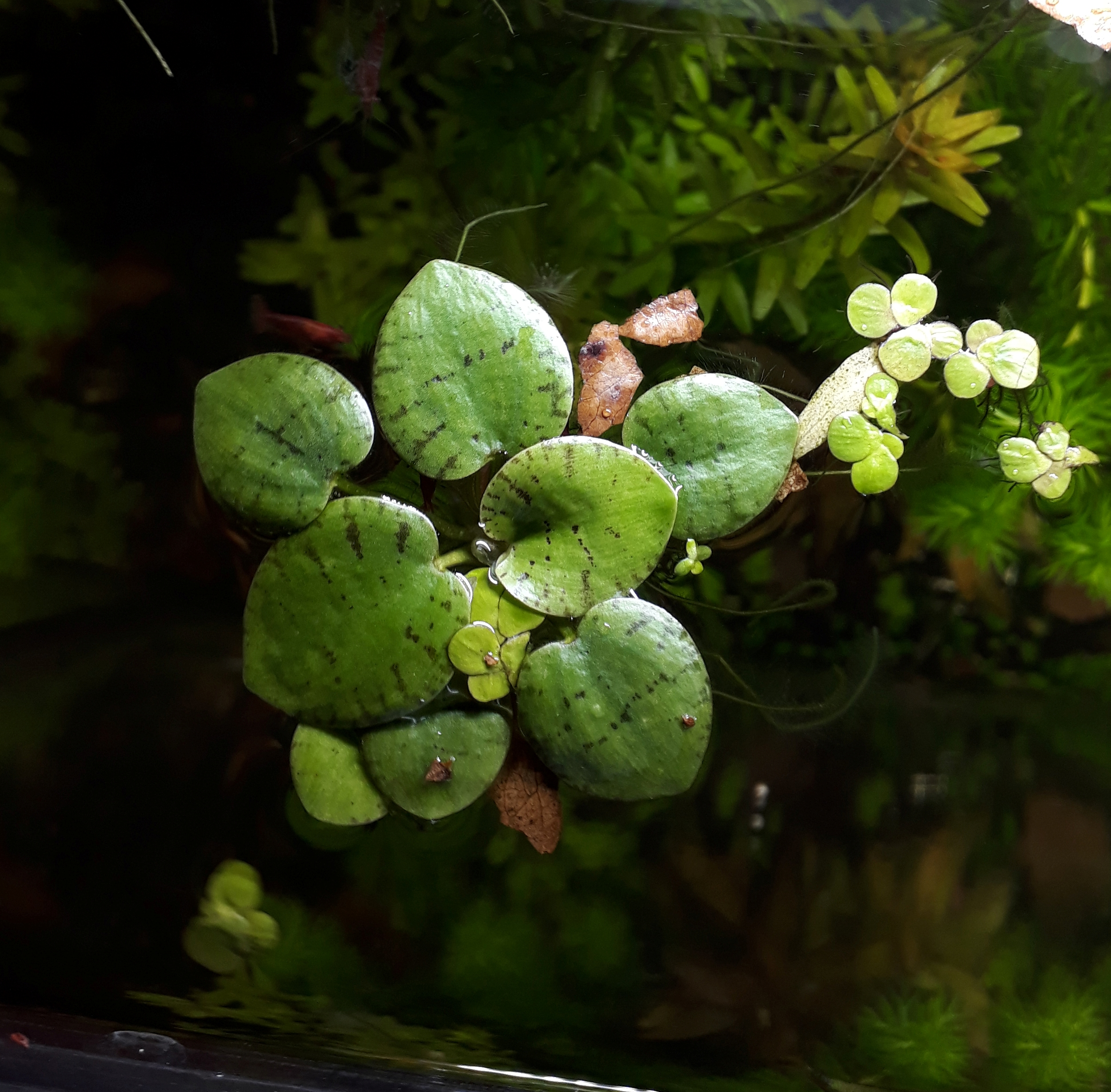
Limnobium laevigatum im Aquarium

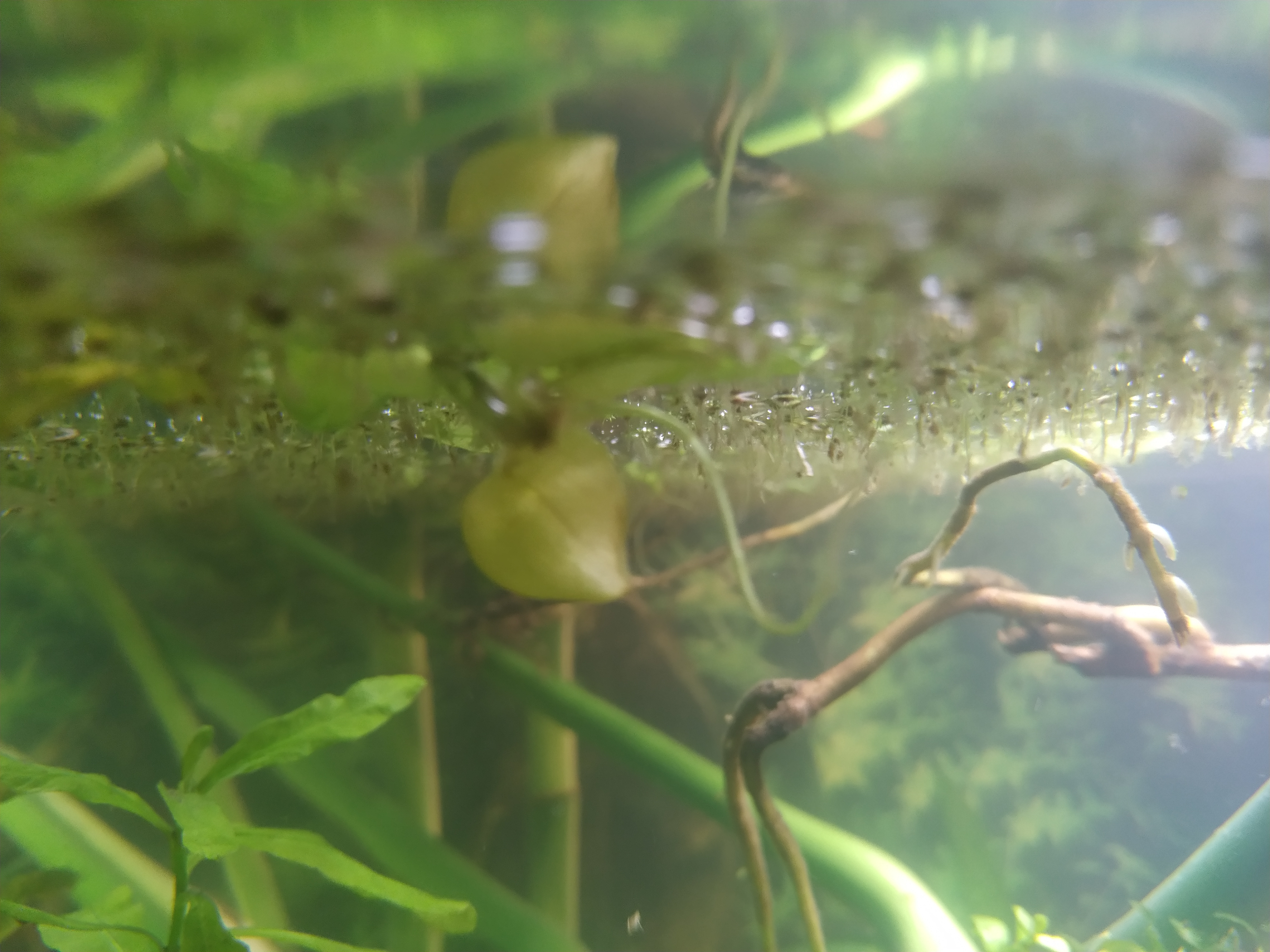
Südamerikanischer Froschbiss mit typischem Gewebe

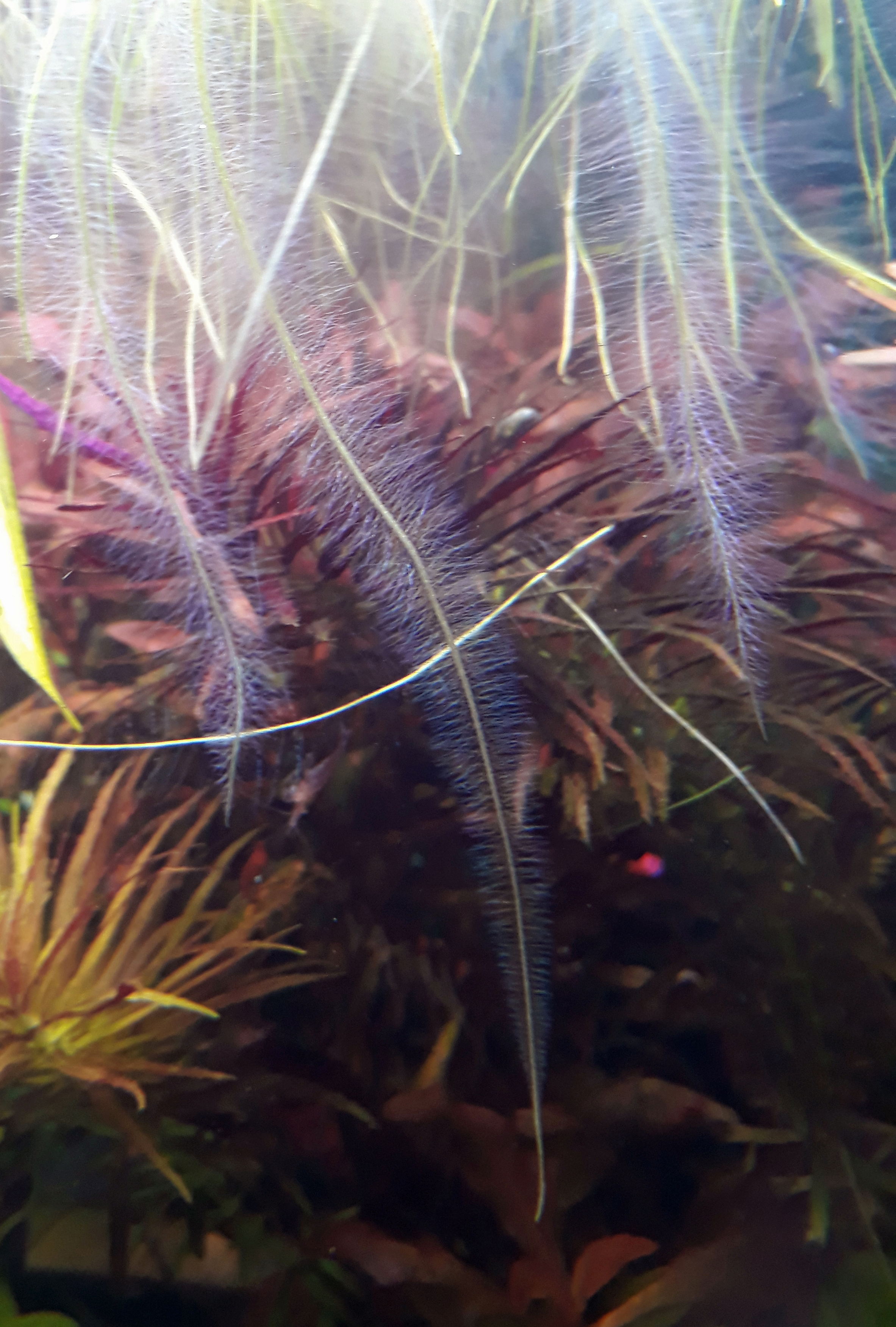
Unterwasserwurzeln

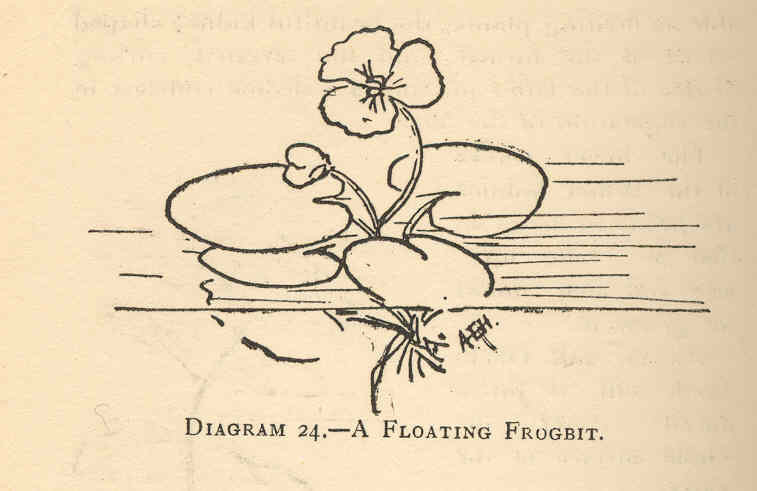
Südamerikanischer Froschbiss Skizze

Der Südamerikanische Froschbiss (Limnobium laevigatum), auf Englisch West Indian Spongeplant, South American Spongeplant, Amazon Frogbit oder Smooth Frogbit, ist eine schwimmende Wasserpflanzenart aus der Familie der Froschbissgewächse (Hydrocharitaceae), die ihren Ursprung in Südamerika hat, sich aber durch Freisetzung aus Aquarien auch in wärmeren Regionen Nordamerikas und anderen Teilen der Welt ausgebreitet hat.

## Vorkommen
Der Südamerikanische Froschbiss kommt ursprünglich in Süßwassergewässern von Mexiko bis in den karibischen Raum und im tropischen Mittel- und Südamerika vor. In Kalifornien wurde sie als Zierpflanze eingeführt und konnte sich als invasive Art über größere Fließgewässer bis nach Redding und Arcata ausbreiten. Zu einem größeren Vorkommen hat sich der Bestand von Südamerikanischen Froschbiss im Einzugsgebiet des Sacramento River und San Joaquin River entwickelt, wo er Teiche und Bewässerungskanäle überwuchern kann. Mittlerweile hat sich die Pflanze auch in Australien, Indonesien, Japan, Sambia und Zimbabwe ausgebreitet. Auf Puerto Rico wächst Limnobium laevigatum auf flachen Teichen, langsam fließenden, schattigen Flüssen, Süßwassergräben und Sümpfen, häufig auf Höhe des Meeresspiegels.

## Beschreibung
Limnobium laevigatum ist eine schwimmende Wasserpflanze mit runden, dicklichen Blättern, die aufgrund ihrer äußerlichen Ähnlichkeit leicht mit Wasserhyazinthe (Eichornia crassipes) verwechselt werden kann. Sie ähnelt in ihrer Morphologie der Entengrütze. Die Blattunterseite ist schwammig verdickt und hellgrün. Ihre Jungpflanzen wachsen in Rosetten aus schwimmenden Blättern, die sich auf der Wasseroberfläche ausbreiten. Ein charakteristisches Merkmal der Jungpflanze ist das Vorhandensein von schwammigem Aerenchymgewebe auf der abaxialen Oberfläche (Unterseite) des Blattes. Ausgereifte Pflanzen werden bis zu 50 Zentimeter groß und haben emergente Blätter, die von Blattstielen getragen werden, aber nicht aufgequollen wirken wie die schwammigen Blattstiele von Wasserhyazinthen, die den Auftrieb unterstützen. Die Schwimmpflanze produziert Stolonen, welche Gameten tragen. Die Blüten sind klein, weiß und unisexuell. Weibliche Blüten besitzen einen unteren Fruchtknoten, die Frucht an sich ist eine fleischige Kapsel mit einer Länge von 4 bis 13 mm und einem Durchmesser von 2 bis 5 mm. Die Samen sind 1 mm lang, ellipsoid und behaart. Limnobium laevigatum kann von Limnobium spongia durch Blüten- und Blatteigenschaften sowie Verbreitung unterschieden werden.
Limnobium l. bildet bei guter Versorgung ein dichtes Wurzelwerk aus, welches unter Umständen bis 30 Zentimeter lang werden kann und in dem sich häufig Futterpartikel verfangen können. Die Pflanze toleriert Wassertemperaturen von 10 bis 28 °C.
Es ist nicht bekannt, dass Limnobium laevigatum im Gegensatz zu Limnobium spongia in westlichen Staaten  vorkommt.

## Reproduktion
Limnobium laevigatum kann sich generativ durch Blütenbestäubung und Samenproduktion sowie vegetativ durch Fragmentierung von Stolonsegmenten sexuell vermehren und verbreiten. Die Jungpflanzen haben eine sehr große Verteilungskapazität, da sie klein sind, schwimmen und leicht von Wasserströmungen mitgerissen werden können. Aufgrund ihrer starken Verbreitung kann Südamerikanischer Froschbiss bei entsprechenden Temperaturen ein Gewässer sehr schnell überwuchern.

## Verwendung in der Aquaristik
Der Südamerikanische Froschbiss ist eine beliebte und anpassungsfähige Aquarienpflanze, die besonders in der Einfahrphase gerne verwendet wird, da sie die Wasseroberfläche schnell überwuchert und ihr dichtes Wurzelwerk dem Wasser Nitrate und Phosphate als Nährstoffzehrer entzieht. Dies ist besonders in Aquarien nützlich, die von Fischkot stark verschmutzt sind und wo starke Algenblüten auftreten. In dieser Beziehung ist der Südamerikanische Froschbiss sehr konkurrenzstark und kann die Ausbreitung von Algen nachhaltig eindämmen. Limnobium laevigatum gilt unter guten Licht- und Nährstoffverhältnissen als sehr anspruchslos, da sie mit unterschiedlichen Temperaturen von 10 bis 28 °C und Wasserwerten von sehr weich bis sehr hart gut wachsen kann. Sie wird gern in Aufzuchtbecken als Laichsubstrat verwendet, da sie Abschattung, Schutz von oben und ihr dichtes und vernetztes Wurzelwerk den Jungfischen Schutz vor Räubern bietet. Ein Nachteil der tropischen Wasserpflanze ist, dass ihre Blattoberseiten schnell verrotten können, wenn sie mit Spritzwasser in Berührung kommen. Auch werden sie häufig von Wasserschnecken befallen, die sich vom schwammigen Material an der Basis der Blätter ernähren. Es wird empfohlen, sie in der Mitte und nicht am Rand des Beckens, mit Berührung zum Glas, zu halten. Gelbliche Blätter im Gegensatz zu der normalerweise leuchtend grünen Farbe deuten auf Eisenmangel hin. Limnobium laevigatum ist mittlerweile in den meisten Aquariengeschäften und Wasserpflanzenhändlern erhältlich.

## Invasive Art
Der Südamerikanische Froschbiss hat die Eigenschaft, auf Wasseroberflächen dichte Matten zu bilden, welches die darunter liegenden Wasserschichten so stark abdunkeln, dass es zu Sauerstoffmangel kommen und die ursprüngliche Biodiversität stark eingeschränkt wird. Das California Department of Food and Agriculture (CDFA) hat Limnobium laevigatum neben anderen Arten wie Hydrilla verticillata und Eichhornia crassipes seit 2003 als invasive Art charakterisiert und ihr Verbreitungsgebiet in Kalifornien kartiert. Der Schwerpunkt liegt auf Bewässerungskanälen im San Joaquin-Tal. Dort werden die Wasserpflanzen entweder mechanisch entfernt oder mit Herbiziden wie Diquat und Glyphosat bekämpft.

## Belege
- Robert R. Haynes: Limnobium. In: Flora of North America Volume 22. (online)
- Christel Kasselmann: Aquarienpflanzen. Ulmer Verlag, Stuttgart 1995; 2., überarbeitete und erweiterte Auflage 1999, ISBN 3-8001-7454-5, S. 332 f.